# Yasin Avcı (Fußballspieler, 1984)
Yasin Avcı (* 3. August 1984 in Izmir) ist ein ehemaliger dänisch-türkischer Fußballspieler.

## Karriere
Seine fußballerische Laufbahn begann Avcı 1993 bei Albertslund IF, wo er bis 1999 spielte. Anschließend wechselte er zu Hvidovre IF, wo er bis 2001 in der Jugend aktiv war.
Im selben Jahr unterzeichnete er seinen ersten Profivertrag mit BK Frem Kopenhagen 2006 wechselte er zu AC Horsens, wo er bis 2009 spielte und in 62 Partien 3 Tore erzielte. Seine letzte Station war Lyngby BK, bei dem er in der Saison 2009–2010 neun Einsätze hatte.
Avcı beendete seine Fußballkarriere am 30. Oktober 2010.